# Îles Estelas
Les îles Estelas, en portugais Ilhas Estelas, forment un petit archipel inhabité du Portugal situé dans l'océan Atlantique et faisant partie de l'archipel des Berlengas.